# Placido Blandamonte
Placido Blandamonte (citato anche come Placido Brandamonte, notizie storiche certe vanno dal 1637 al 1668; Messina, ... – ...; fl. XVII secolo) è stato uno scultore italiano.

## Biografia
Fra le realizzazioni documentate: nel 1668 il portale del Duomo di Acireale, dedicato a santa Venera e la cappella del SS. Sacramento nella Cattedrale di Reggio Calabria (opera commissionata il 24 febbraio 1655). La "Cappella del Santissimo Sacramento" sorge nella navata di sinistra del Duomo reggino e costituisce il più significativo monumento barocco della città, per preziosità dei marmi policromi intarsiati a mosaico fiorentino. La cappella venne dichiarata monumento nazionale nel XIX secolo

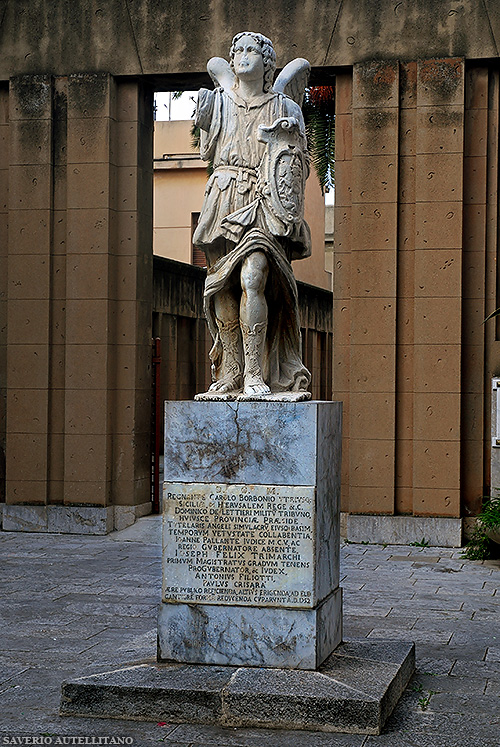
La Statua dell'Angelo Tutelare a Reggio Calabria (opera attribuibile).

Viene inoltre ricondotta al Blandamonte la scultura raffigurante l'Angelo Tutelare, nella città di Reggio Calabria nel 1637.